# 陈际瓦
陈际瓦（1954年6月—），女，四川广安人，1974年1月加入中国共产党，1971年4月参加工作，重庆市高等教育自学考试应用法学专业毕业，在职大学学历，副研究员。中共第十七、十八、十九大代表，第十七届中央纪律检查委员会委员。
1979年，供职于四川省重庆市九龙坡区。1988年，担任四川省重庆市政府政策研究室主任。1997年，任重庆市政府研究室主任。1998年，任重庆市渝中区委书记。2000年，当选重庆市副市长。2003年，改任中共广西壮族自治区党委常委、组织部部长。2008年，改任中共广西壮族自治区党委副书记，并曾兼任中共广西壮族自治区党委秘书长。2012年，当选广西壮族自治区政协主席。2018年1月，当选第十三届全国政协委员。